# Rio Luzège
O rio Luzège é um rio localizado no Maciço Central, na França. Corre no departamento de Corrèze e tem 64,2 km de comprimento, sendo um afluente do rio Dordonha.
O rio Luzège atravessa doze comunas. Da nascente para a foz, passa por Meymac (nascente), Combressol, Maussac, Darnets, Palisse, Lamazière-Basse, Moustier-Ventadour, Saint-Hilaire-Foissac, Lapleau, Saint-Pantaléon-de-Lapleau, Soursac e Laval-sur-Luzège (onde conflui com o rio Dordogne).